# دی‌سیانواستیلن
دی‌سیانواستیلن با فرمول شیمیایی C۴N۲ یک ترکیب شیمیایی است. که جرم مولی آن ۷۶٫۰۶ g/mol می‌باشد. 